# Jewel De' Nyle
Jewel De'Nyle (nascuda el 5 d'agost de 1976 a Wetmore, Colorado) és una actriu i realitzadora de pel·lícules porno estatunidenca. Ha rebut nombrosos premis durant la seva carrera.

## Biografia

### Carrera com a actriu porno
Com a moltes actrius porno, Jewel inicia la seva carrera com stripper fins que és descoberta per Selena Steele, una altra actriu porno.
El 1998, i poc després d'haver posat nua per a la revista eròtica Hustler, va filmar Electric Sex, la seva primera pel·lícula porno. El seu bon paper li va permetre fitxar per la productora New Sensations. No obstant això, la relació entre l'actriu i la companyia no era bona, fins a tal punt que decideix anar-se acusant-los de voler enfonsar la seva carrera. Després de rodar per a diverses productores va signar amb Platinum X.
El 2004 va anunciar la seva voluntat de deixar la seva carrera com a actriu. Per a això va rodar una pel·lícula de comiat titulada Jewel De'Nyle's Last Movie. En ella s'atreveix fins i tot amb una doble penetració vaginal.
El 2007 sorprèn rodant Notorious Jewel De'Nyle and Shelly Martinez, una pel·lícula de temàtica exclusivament lèsbica (amb aspectes fetitxistes i amb bondage) on només apareixen Shelly Martinez (una lluitadora de wrestling i actriu de cinema porno) i ella. En les pel·lícules de Jewel De'Nyle és freqüent veure-la practicant sexe anal, dobles penetracions i mantenint sexe interracial.

### Carrera com a realitzadora
Com a realitzadora ha rodat prop de 80 títols. Va debutar a Sluts Of The Nyle 1: Wet Panty Sluts (2000). Entre 2001 i 2003 va dirigir els 20 lliuraments de la saga Babes in Pornland, on també va aparèixer com a actriu. Posteriorment, la gran majoria de les seves pel·lícules dirigides per ella mateixa, serien per a la productora Platinum X.
En juliol de 2006 va passar a treballar per Fifth Element, un productora especialitzada en el gènere de cinema pornogràfic gonzo, igual que la productora Platinum X. El 2007 va anunciar la creació de Platinum Jewel, la seva pròpia productora. Jewel va signar un acord de distribució amb la productora Sinsation Pictures (una empresa filial de Wicked Films).

## Vida personal
Ha estat casada amb el conegut actor porno Peter North durant més de dos anys. El 2005 es va tornar a casar amb Michael Stefano, també vinculat al món del porno.

## Curiositats
- La seva mare també ha estat actriu porno. El curiós és que ho va ser després de Jewel, començant la seva carrera quan ja havia complert 50 anys. Va rodar aproximadament unes 30 pel·lícules de tipus MILF usant el pseudònim de De'Bella.[6]
- Va arribar a ser accionista de Platinum X.

## Premis

### AVN (Premis AVN)
- 2009 - Inclusió en el Hall of Fame de AVN[7]
- 2003 - Millor escena de sexe anal (amb Lexington Steele)
- 2001 - Millor actriu de l'any
- 2001 - Millor escena lèsbica (amb Sydnee Steele)

### XRCO (X-Rated Critics Organization)
- 2003 - Millor escena (amb Manuel Ferrara)
- 2001 - Millor actriu de l'any
- 2001 - Premiada en la categoria "Orgasmic Analist"
- 2001 - Millor escena lèsbica (amb Inari Vachs)
- 2000 - Millor actriu de l'any
- 2000 - Millor escena en parella (amb Nacho Vidal)
- 1999 - Actriu revelació

### Altres premis
- 2002 - CAVR (Cyberspace Adult Video Reviews) - Millor actriu
- 2001 - CAVR (Cyberspace Adult Video Reviews) - Actriu mes fogosa de l'any
- 1999 - CAVR (Cyberspace Adult Video Reviews) - Millor actriu
- 1999 - Hot D'Or - Actriu revelació